# Teodoro Cárdenas Casachagua
Teodoro Marcelino Cárdenas Casachagua (Parco, 20 de abril de 1945), es un profesor y político peruano. Fue alcalde de la provincia de Yauli. 

## Biografía
Teodoro Cárdenas ha laborado en la Institución Educativa José Gálvez Barrenechea. 
Militante de la Unión de Izquierda Revolucionaria, inició su participación política como Regidor Provincial de Yauli, representando a Izquierda Unida.
En el año 1989, participó en las elecciones municipales como candidato de Izquierda Unida, siendo elegido Alcalde del Concejo Provincial de Satipo para el periodo 1990-1992, siendo reelecto para los periodos 1993-1995 y 1996-1998 como representante de IU-UNIR y de la Lista Independiente No.7 (Movimiento Democrático de Unidad Popular) respectivamente. 
En las elecciones regionales y municipales del Perú de 2006 postula sin éxito al cargo Alcalde Provincial, y en las del 2010 al cargo de Consejero Regional, en ambos casos por el Partido Alianza para el Progreso. Anteriormente fue candidato al Congreso de la República, en la lista de Izquierda Unida de 1995 y al cargo de Consejero Regional, en la lista del Movimiento Todos por Junín del año 2002.